# La historia (Ricky Martin)
La Historia è il settimo album del cantante portoricano Ricky Martin pubblicato nel 2001, ed il suo primo greatest hits.

## Tracce
1. Maria (Spanglish Radio Edit) – 4:32
2. Vuelve – 5:08
3. Bella (She's All I Ever Had) – 4:57
4. La bomba – 4:37
5. A Medio Vivir – 4:43
6. Perdido Sin Ti – 4:12
7. Livin' la vida loca (Spanish Version) – 4:05
8. Volveras – 4:50
9. La copa de la vida – 4:30
10. Fuego De Noche, Nieve De Día – 5:36
11. She Bangs (Spanish Version) – 4:37
12. Bombón De Azúcar – 5:00
13. Fuego Contra Fuego – 4:27
14. Te Extraño, Te Olvido, Te Amo – 4:39
15. Por Arriba, Por Abajo – 3:08
16. El Amor De Mi Vida – 3:57

## Classifiche
| Paese               | Posizione raggiunta |
| ------------------- | ------------------- |
| Argentina           | 1                   |
| Italia              | 16                  |
| Paesi Bassi         | 12                  |
| Stati Uniti         | 83                  |
| Svezia              | 1                   |
| Svizzera            | 23                  |
| US Latin Pop Albums | 1                   |